# トーチ・リンク
株式会社トーチ・リンクは、日本の芸能事務所。
ホリプロのマネージャーであった松尾直子が2014年に独立して設立。2019年より業務提携マネジメントに加え、自社の専属タレント（俳優・モデル・文化人）及びクリエイターのマネジメントを開始。
メンズモデル事務所・ギグマネジメントジャパンの俳優部門と業務提携を結んでいる。

## 所属者
※2025年2月15日現在。

### 俳優
| 男性 - 細井学 - 遠藤雄斗 - 藤巻直哉 - 乙木瓜広 - 朝田淳弥 | 女性 - 花岡実桜 |

### 業務提携
- ユニバーサル ミュージック アーティスツ
  - 大平采佳
  - 鈴川紗由
  - 齋藤璃佑
- GIG MANAGEMENT JAPAN ACTOR部門所属者

## 過去の所属者
- 木村好珠
- 九内健太
- 鬼澤礼門（写真家）
- 秋吉久美子（合同会社秋吉との業務提携）
- 横山美智代
- 河本一富貴
- 池田アリス
- 髙橋正典（オペラ歌手(バリトン)）
- HIROKA（ダンサー）
- 崎濱カオリ（ヘアメイクアップアーティスト） ※旧名義：カオリ’WS
- 市原洋
- 石田太一
- 松本誠
- 山本章博
- 仲平健汰
- 櫻井麻七
- 村中暖奈
- 塚原圭恵

### 業務提携
- mua production
  - 酒井美紀
  - 大石虹

### 文化人
- むの（エステティシャン）